# Nokia Asha 311
Nokia Asha 311 — сотовый телефон от Nokia с Series 40 в качестве операционной системы. Был анонсирован в Бангкоке вместе с 2 другими телефонами из этой серии — Asha 305/306. Является флагманом линейки Asha Full Touch. Основные особенности — мультитач-экран, поддержка 3G и SIP VoIP через 3G и Wi-Fi.

## История
Представлен 6 июня 2012 года в Бангкоке и поступил в продажу в 3 квартале 2012 года по цене 4690 рублей (92 €).

## Аппаратная конфигурация

### Процессор, память
Nokia Asha 311 работает 1 ГГц процессоре и использует 128 MB оперативной памяти (Mobile DDR), но приложениям доступно только 4 Мб. Также устройство обладает 256 Мб встроенной памяти (из неё только 140 Мб доступно пользователю), и имеет microSDHC-слот, который поддерживает карты до 32 Гб.

### Экран и ввод
Телефон обладает 3-дюймовым емкостным мультитач-дисплеем (на 2 касания) с разрешением 240 х 400 пикселей (QVGA). Экран защищен закаленным стеклом Gorilla Glass 2.
Камера имеет 4-кратный цифровой зум для фото- и видеосъемки, вспышка отсутствует. Разрешение камеры — 3.2 Мп (2048 x 1536 пикс), апертура — f/2.4, минимальный диапазон фокусировки камеры — 30 см. Поддерживается видеозапись с разрешением 640 x 480 при 25 кадрах в секунду и монозвуком. Форматы записи видео: 3GP/H.263.

### Клавиши
Две физические клавиши «вызов» и «сброс» находятся на лицевой стороне устройства. На правой стороне располагаются клавиши блокировки и управления громкостью.

### Батарея и SIM-карта
Максимальное время работы от батареи BL-4U (1110 мА·ч) составляет 6 часов разговора в сетях 3G и 14 часов в 2G, от 696 до 744 часов в режиме ожидания и 40 часов при проигрывании музыки.
SIM-карта находится под батареей, доступ к которой можно получить, сняв заднюю панель.

## Программное обеспечение
Nokia Asha 311 работает под управлением ОС Nokia Series 40. Предустановлен ряд приложений и функций:
- Web: Nokia Xpress для Series 40 (с 2015г. Opera Mini)
- Общение: Nokia Messaging Service 3.2 (мгновенные сообщения и e-mail) и SMS, MMS
- Социальные сети: Facebook, Twitter, Flickr и Orkut
- Медиа: Камера, Фото, Музыкальный плеер, Nokia Music Store (не для всех рынков), Flash Lite 3.0 (для видео с YouTube), Видеопроигрыватель
- Работа с персональной информацией: Календарь, Расширенная информация о контактах
- Утилиты: VoIP, Заметки, Калькулятор, Список дел, Будильник, Диктофон
- Игры: Angry Birds, Angry Birds Seasons, Climate, Dice, Diamond Twister 2 (demo), Memorize, Green Farm (demo), GeddaHeadz, Maze, Picture Puzzle, Real Football 2012 (demo).

Настраиваемый домашний экран позволяет пользователям выносить на рабочий стол избранные контакты и ярлыки приложений.